# Les Grandes Gueules (humour)
Pour les articles homonymes, voir Les Grandes Gueules (homonymie).
Les Grandes Gueules sont un duo d'humoristes québécois formé en 1992, composé de José Gaudet et de Mario Tessier.

## Biographie
Le premier nom de la formation a été Les Amuse-Gueules. Ils organisaient les Midis du rire à l'école secondaire Cavelier-de-Lasalle.

### Carrière à la radio

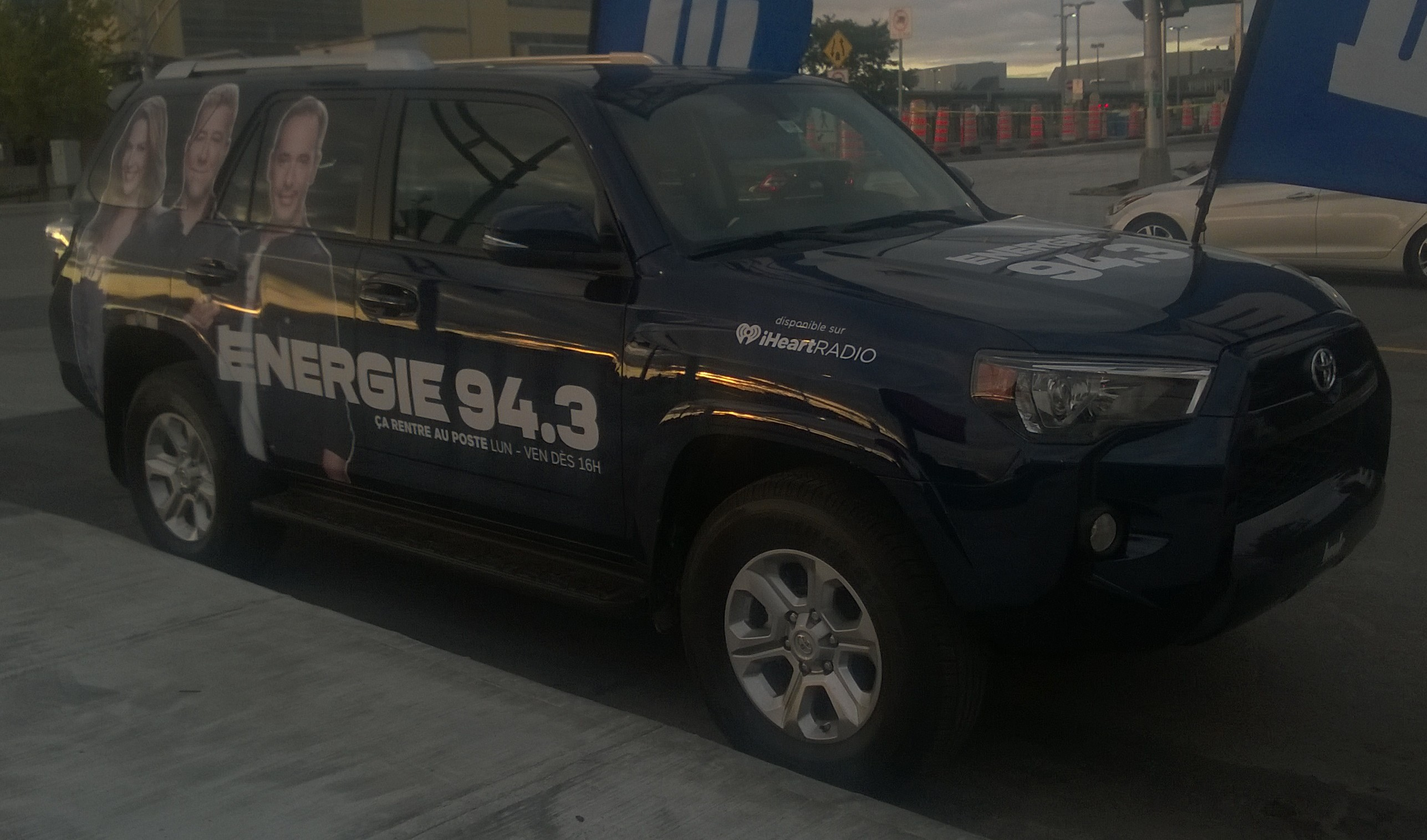
Gaudet avec Richard Turcotte et Marie-Christine Proulx sur une voiture de CKMF-FM

Les Grandes Gueules ont d'abord fait leurs armes sur scène à l'école secondaire. Après s'être présentés à l'École nationale de l'humour en 1993, le gérant Josélito Michaud insiste auprès de la station de radio montréalaise CKMF-FM de les faire auditionner. Les Amuse-Gueules a été rebaptisé Les Grandes Gueules à l'automne 1993 pour l'émission du retour à la maison avec les animateurs Mario Lirette et Michel Lafrance et ensuite Christian Tétreault. Ils ont piloté une émission quotidienne dans laquelle ils présentaient des sketchs humoristiques en incarnant soit des personnages typés, soit des parodies de personnalités québécoises. André Ducharme s'est joint à l'émission à l'automne 1996, l'espace d'une saison. À l'automne 1997, Christian est retourné à l'animation de l'émission du matin (avec André Ducharme) et a été remplacé par Pierre Pagé. Des sketchs ont été enregistrés de façon monologue afin d'être diffusés sur les neuf autres stations du réseau Énergie durant l'émission du retour produites localement.
À la suite du retrait de l'émission du matin I Lève You de Stéphane Laporte le 8 décembre 2000, Pierre Pagé animait l'émission du matin ainsi que Les Grandes Gueules à l'hiver 2001, mais il a dù choisir de rester à la barre de l'émission du matin. Jean Sasseville est venu animer temporairement avant l'arrivée de Richard Turcotte.
Sur le réseau Énergie à l'automne 2000, l'émission du midi Les Grandes Gueules était animé en direct par Pierre Pagé, sauf à Montréal qui produisait La Belle et McLeod. En janvier 2001, c'est Yves Laramée qui le remplace, puis Richard Turcotte prend la barre de l'émission du midi sur le réseau et le retour à la maison à Montréal. À l'automne 2003, les émissions du retour à la maison des stations locales du réseau Énergie sont éliminés et c'est le début de l'émission Les Grandes Gueules en réseau. José Gaudet et Mario Tessier ont conservé leur émission de radio pendant 15 ans.
Durant les dernières années, Les Grandes Gueules ont dominé leur créneau horaire du retour à la maison, demeurant l’émission la plus écoutée à Montréal, au Québec et au Canada, toutes catégories confondues. L'émission atteignait plus d'un million d'auditeurs en moyenne chaque semaine.
Le 16 novembre 2006, Les Grandes Gueules ont annoncé qu'ils mettaient fin à leur carrière radio en mai 2007, afin de se consacrer à de nouveaux défis. Le 18 mai 2007, Les Grandes Gueules ont animé leur dernière émission sur les ondes du réseau Énergie. Richard Turcotte a alors piloté l'émission matinale chez le compétiteur CKOI-FM l'automne suivant alors que le réseau Énergie programme l'émission réseau Le retour de Salvail, Dominic et Martin.
Le 30 novembre 2009, le vice-président à la programmation à NRJ annonce, en conférence de presse, que Les Grandes Gueules reviennent à NRJ pour le retour à la maison à compter du 18 janvier 2010. Ils seront accompagnés du même animateur que lors de leur départ, soit Richard Turcotte.
Le 25 août 2014, Les Grandes Gueules et Richard Turcotte entament la 20e saison de la populaire quotidienne sur les ondes de la radio NRJ.
Le 14 novembre 2014, la nouvelle est tombée. Après 20 ans à la station radiophonique NRJ, les Grandes Gueules accrocheront leurs micros le 8 mai 2015.

### Spectacles
Ils ont présenté un premier spectacle en 2000 sur les scènes québécoises. Sur la route, Les Grandes Gueules — Le Show a attiré plus de 100 000 spectateurs. En 2008, ils ont commencé une tournée pour présenter leur deuxième spectacle, intitulé "Complices". La fin de leur tournée de spectacles devait avoir lieu à la fin de l'année 2010, mais leur retour à la radio a devancé la fin de la tournée au mois de décembre 2009.

### Animation du Gala Artis
José Gaudet et Mario Tessier ont été les animateurs du 24e et 25e gala Artis, présenté à TVA au printemps 2009 et 2010.

## Honneurs et distinctions
DISQUES ET DVD
- Olivier (2007) de l'Album d'Humour de l'année pour l'album « Live 2 »
- Félix (2005) du Meilleur album Humour pour l'album « Live »
- Félix (2004) du Meilleur album Humour pour l'album « Poursuite »
- Félix (2003) du Meilleur album Humour pour l'album « Le Disque »
- DVD quintuple platine (Plus de 50 000 copies vendues) pour «Les Grandes Gueules - Le Show»

RADIO
- Olivier (2007) de l'Émission de radio humoristique de l'année
- Olivier (2007) de la Capsule, Sketch ou Chronique Humoristique à la radio
- Olivier (2006) de l'Émission de radio humoristique de l'année
- Olivier (2005) de l'Émission de radio humoristique de l'année
- Micro Platine (2004) pour la seule émission dans l’histoire de la radio au Canada à voir franchi le cap du million d’auditeurs
- Ruban d’Or (2002), Ruban d’Or (2001), Ruban d’Or (2000) pour la meilleure émission francophone d’humour au Canada selon l’Association canadienne des radiodiffuseurs

AUTRES
- Olivier (2007) Exceptionnel (Hommage)
- Olivier (2007) de l'année

## Discographie
- Vol 94,3 (1996)
- Les Grandes Gueules - Le Disque (23 octobre 2001)
- Poursuite (7 octobre 2003)
- Les Grandes Gueules Live (5 octobre 2004) Sortie un mois plus tard en Dualdisc CD/DVD
- Les Grandes Gueules Live 2, Dualdisc CD/DVD (24 octobre 2006)
- Il était une fois Les Grandes Gueules à la Radio (17 avril 2007) Coffret comprenant 4 CD et un Livre

## Vidéographie
- Les Grandes Gueules - Le Show (DVD) (29 octobre 2002)
- Les Grandes Gueules - Complices (DVD) (9 novembre 2010)

## Personnages

### Interprétés par José Gaudet
| - Anne-France BoWasher - Benoît XVI - Claire Voyante - Daniel Boucher - Demi Lévesque - Enrique Iglesias - Fessmer - Le Gars de La Tuque (Les pensées Latuquoise) - Georges St-Pierre - Igor - Jack Bauer (24 secondes chrono) - Jean Charest - Jocelyne Top-Modèle - José Théodore - Julien Poulin - K-Maro (K-Maro et Firebird) - Kamoul - Klouck - Laurin (Caresse d'amour) | - Marcel - Marie Carmen - Marina Orsini - Maurice à Louis - Monsieur Marteau - Monsieur Quintal - Nico Archambault - Nowhere Frosty - Pappy Jazz - Paule (secrétaire de Michelle Richard) - Pierre Bruneau - Pierre-Éric Frigo (Radio Joe Dassin) - Roland - Robert - Rona - Sébastien (Chouchoune) - Sergent Bourlet - Stéphane Sansoucy - Stand-up - Thierry - Yashim |

### Interprétés par Mario Tessier
| - Armand, le père à José - Charles Lafortune - Chef Lui - Claude Dubois - Denis - Dénigre Bombarder - Docteur Barouette (conseils santé) - Eddy Shack - Élizabeth (Caresse d'amour) - Éric Lapointe - Firebird (K-maro et Firebird) - George Brassard - Gérald Tremblay - Gilles Vigneault - Gino (Radio Joe Dassin) - Gregory Charles - Guy B. Laplage - Guy Cloutier - Jachale Lajoie - Jacques Demers - Jacques Martin - Jacques Rougeau - Jean-Marc Parent - Jean-Marie Dieudonné - Jean-Paul II - Jean Lapointe - Jean Seb - Jean-Pierre Ferland - Jean-Yves Simard - Justin Trudeau | - L'esprit - Léo - Lucian Bute - Lucien Bouchard - Madame Lalancette - Mario Lemieux (PDG de Starshit) - Mélissa de Funes (la française) - Michel Barette - Michel Tremblay - Michelle Richard - Micheline Lanctot - Myriam Bédard - Nicole - Paris Hilton - Paul Poirier - Pierre Lapointe - Rabbit Dick - Raymond - Raynald Lamotte - René Angelil - Ron Strudel - Samantha (Caresse d'amour) - Sonia - Stéphane Ouellet - Thunder - Ti-Mé - Ti-Rouge - Yves Corbeil - Yvon Michel |

## Petits faits intéressants
Mario Tessier a été dans l'armée durant trois ans. Il a été parachutiste au premier commando aéroporté. Il a même eu un permis de chauffeur de tank, un cours de mortier et un diplôme d'instructeur de combat sans arme. 
José Gaudet a été dans le cabinet du premier ministre Robert Bourassa. Il a été attaché de presse. Il accompagnait M. Bourassa dans tous les événements publics.

## L'affaire René Angélil
Le 10 septembre 2002, à la suite de la parodie de la chanson de la chanson I'm Alive de Céline Dion ayant pour titre « À M'énarve », René Angélil déposa une mise en demeure contre CKMF (Radio Énergie) et Les Grandes Gueules. Angélil affirmait avoir agi ainsi pour une question de violation de droits d’auteur. Pour la direction de CKMF, l’argument a porté : elle retire la parodie de ses ondes quelques jours plus tard, le 13 septembre 2002.
Après avoir annoncé le retrait de la parodie, la direction de la station précise que sa durée de vie, après un mois de diffusion, était de toute façon épuisée.
René Angelil est allé beaucoup plus loin que la défense des droits d’auteur. Il a accusé CKMF de profiter de la popularité de la chanteuse et de sa grande réputation internationale et il a "exigé" que CKMF et tout le Réseau Énergie ne diffuse plus les chansons de Céline Dion à son antenne, ce que la direction a refusé.
La plainte de l’imprésario prétendait également que les deux humoristes étaient "deux sans talents" et il sommait l'arrêt du personnage de René Angélil, interprété par Mario Tessier. À la suite de cette plainte, de nombreux fans des Grandes Gueules se sont rendus à la station afin de briser leurs albums de Céline Dion et ainsi, démontrer leurs appuis aux humoristes. Plus tard, M. Angélil retira sa plainte en disant qu'il était trop impulsif.
Lors du TVA 17 heures, l’animateur Claude Charron convie Les Grandes Gueules à discuter de cette mise en demeure et place les deux humoristes en débat face à Michèle Richard, qui a été l’objet de plusieurs parodies tout au long de sa carrière. Par contre, la chanteuse dérape et prend ouvertement la défense de René Angelil et commence à invectiver les deux humoristes, les empêchant même de parler. Mario Tessier finit par dire : « Est-ce que je peux juste dire que Michèle Richard fait partie de mes humoristes préférées? »
Les Grandes Gueules concluent ce litige par des excuses sous la forme d'une autre parodie, intitulée "Les Bâtonnets", de la chanson C'est fou mais c'est tout du groupe Les Baronets dont René Angélil faisait partie. Ils en profitent pour faire remarquer à René Angélil que sa mise en demeure a eu pour effet de rendre virale la parodie À M'énarve sur Internet et de la rendre célèbre dans plusieurs autres pays. Ils signalent aussi à René Angélil qu'il ne peut pas faire interdire cette parodie puisque la chanson C'est fou mais c'est tout est une reprise de Hold Me Tight des Beatles.
En mai 2014, Mario Tessier ramène en ondes, le temps d’un sketch, le personnage de René Angelil.